# Die Apachen (1919)
Die Apachen ist ein 1919 entstandener Stummfilm-Thriller der Stern-Film GmbH Berlin. Der Name des Films leitet sich von der Bezeichnung Apachen als Oberbegriff für kriminelle Banden im Paris der Belle Epoque ab.

## Beschreibung
Auf der Überfahrt nach Frankreich an Bord eines Luxusdampfers führt der Bankier Jules Coupeau ein Diamantenhalsband von unermesslichem Wert mit sich. Er freundet sich mit einem mitreisenden Detektiv an und in Marseille quartieren sie sich im Hotel Cosmopolite ein. Dort plant der berüchtigter Verbrecher Badinguet, ein Apache, den Schmuck zu rauben. Mit Hilfe seiner Geliebten Gervaise will er den Detektiv aus der Stadt locken. Zunächst verliebt sich dieser in Gervaise. Doch dann ahnt er, was geschehen könnte und reist nach Marseille zurück, um dem Bankier zu helfen. Bei einem Kampf auf Leben und Tod wirft sich Gervaise vor den Detektiv und wird tödlich getroffen. Im folgenden Zweikampf siegt der Detektiv.